# Cidade Nova (Marabá)
Praça São Francisco, centro econômico e financeiro do núcleo, em 2011.
Cidade Nova é um núcleo urbano do município de Marabá, sendo um dos seis componentes do distrito-sede marabaense. No ano de 2000, a prefeitura de Marabá estimou sua população em 55232 habitantes. É o mais populoso dos núcleos urbanos do município e o segundo mais densamente povoado.
É a segunda área de ocupação regular mais antiga de Marabá, tendo este processo iniciado ainda na década de 1920. O povoamento da área da Cidade Nova está ligado aos fenômenos de enchentes que atingem a cidade de Marabá desde os primórdios de sua fundação. Foi oficialmente convertido em um distrito em 2006, porém a revisão do plano diretor de 2018 o confirmou como um núcleo, deixando a condição de distrito.
O núcleo apropria-se do nome do bairro homônimo (Cidade Nova), que é seu principal centro comercial e um dos mais importantes do município.

## Histórico
A primeira povoação da área da Cidade Nova, que está registrada historicamente, foram os acampamentos montados pelo coronel da Guarda Nacional Carlos Leitão, em 1894. O coronel preferiu estabelecer seu primeiro acampamento na Cidade Nova, por considerar a área onde hoje está assentada a Velha Marabá vulnerável a catástrofes naturais. Nomeou-se aquele local de "Quindangues". O coronel Leitão não fixou em definitivo seu acampamento na atual área da Cidade Nova, ficando o local novamente desabitado.
Com o estabelecimento da povoação na Velha Marabá por Francisco Coelho e Francisco Casimiro de Souza em 1898, a área da Cidade Nova é preterida como alternativa de povoação.
Durante a enchente de 1904 é esboçada a primeira possibilidade de povoação da área de Quindangues (Cidade Nova), como alternativa para a Velha Marabá. Conforme o nível do rio subia, mais famílias deslocavam-se para Quindangues. Entretanto, com o cessar das chuvas e das cheias, novamente retornaram à Velha Marabá.

### Grande enchente de 1926
Somente em 1926, após a grande enchente que atingiu a Velha Marabá e destruiu grande parte desta, é que a área da Cidade Nova foi ocupada, tendo início pelo bairro do Amapá. O intendente municipal, Anastácio de Queiróz, e o governo do estado do Pará, instituíram a "Benemérita Commissão de Soccorros aos Inundados" que, dentre outras coisas, organizou a ocupação do bairro do Amapá e prestou assistência às famílias desabrigadas. Após o fim da enchente, a maioria das famílias que haviam sido desabrigadas retornou para a Velha Marabá, mas aquelas que haviam perdido grande parte de suas posses preferiram permanecer no local, formando assim o primeiro grupo de moradores fixos da futura Cidade Nova.
Entre o final da década de 1920 e o início da década de 1940 a população do bairro do Amapá cresceu, conforme crescia a população da Velha Marabá. Neste período a grande safra de castanha e a retomada da atividade gomífera trouxe à Marabá uma grande quantidade de imigrantes, que permitiu a expansão da grade urbana da futura Cidade Nova. A enchente de 1935 também contribuiu para que um contingente populacional razoável se instalasse definitivamente no bairro do Amapá, permitindo ao mesmo ganhar contornos urbanos mais visíveis.
Em 1947 uma grande enchente atingiu Marabá, e novamente a prefeitura precisou organizar a retirada das famílias flageladas, removendo-as para o bairro do Amapá e para a recém-criada vila de São Félix de Valois (atual núcleo urbano de São Félix). Em consequência das contantes enchentes, em 1951 a prefeitura de Marabá elabora os primeiros projetos para fixar novas famílias na Cidade Nova (ainda sob o nome Quindangues), estimulando a instalação de agricultores, como forma de garantir o abastecimento básico de alimentos para o município. Concentra-se, neste período, na área da Cidade Nova atividades ligadas à construção e reparos de barcos e também alguns serviços urbanos.
Em 1957, coincidindo novamente com uma grande enchente, formula-se o plano de desativação e retirada da população da Velha Marabá, transferindo-os para a área onde atualmente assenta-se o Aeroporto João Correa da Rocha, ao lado do bairro do Amapá. A área foi limpa, demarcada e preparada para receber os novos moradores. Entretanto, houve grande resistência da população, que preferiu permanecer nas áreas vulneráveis, pois já estava fortemente acomodada à sazonalidade da vida ribeirinha.

### Década de 1970

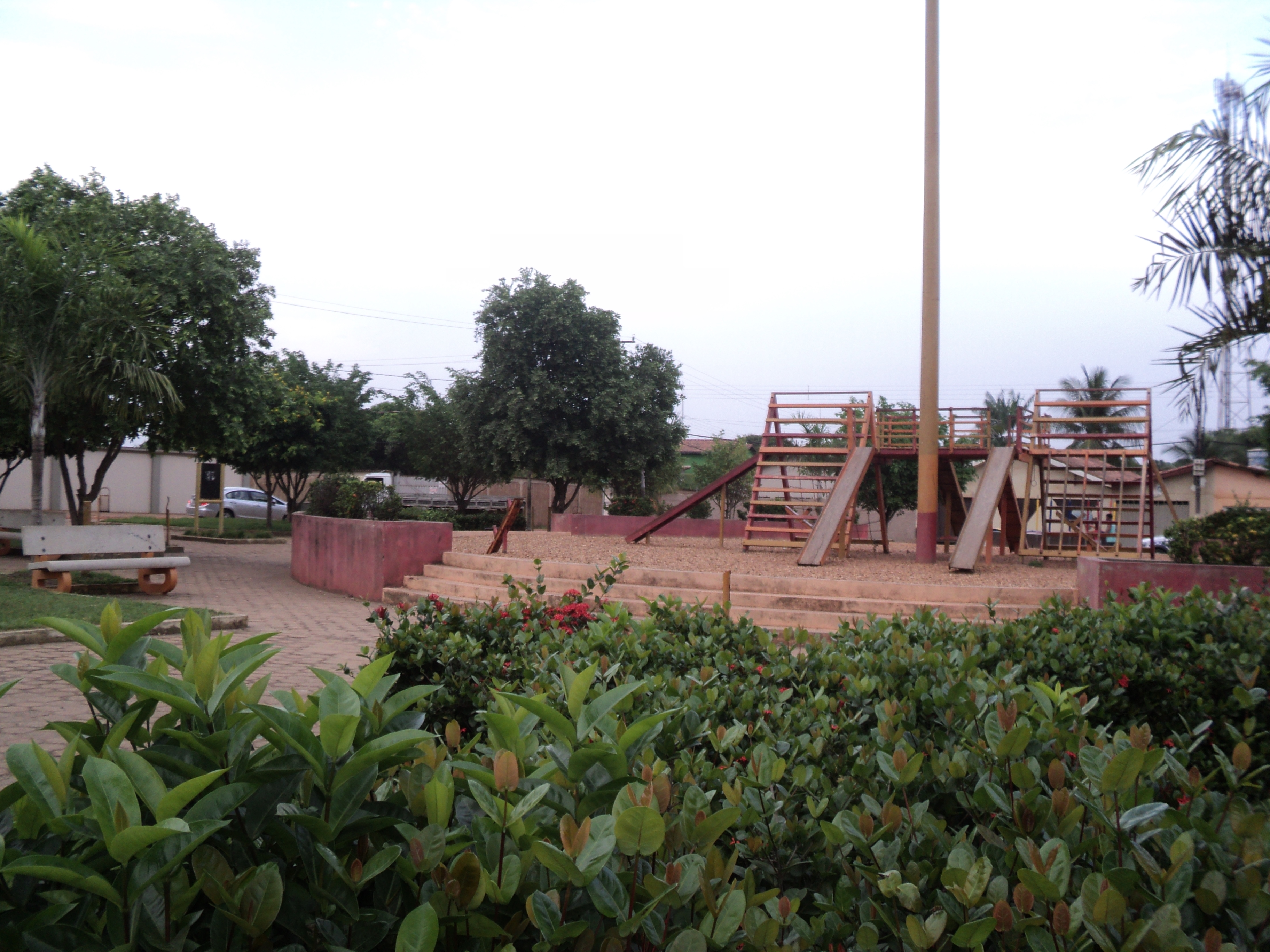
Praça do Belo Horizonte, localizada no bairro do Belo Horizonte, em 2012.

No início da década de 1970 a ocupação do bairro do Amapá já estava consolidava, apresentando inclusive sinais de estagnação. A situação reverteu-se quando se fez necessário a transferência da pista de pouso do município (até então localizada na Nova Marabá) para uma área mais ampla, escolhendo-se o sítio Quindangues, ao lado do bairro do Amapá. A construção da infraestrutura aeroportuária atraiu novos moradores para a região. No fim da década de 1960, Marabá é finalmente ligada ao território nacional por meio de uma rodovia (PA-70) e, em 1972, Marabá recebe o trecho da rodovia Transamazônica.
A rodovia Transamazônica — e logo depois a ponte sobre o rio Itacaiúnas de ligação entre a Velha Marabá, Cidade Nova e Nova Marabá — foi peça chave para que o processo de ocupação da Cidade Nova acontecesse de forma mais intensa. As estruturas dividiram o antigo bairro do Amapá ao meio, e levou um novo contingente populacional a se instalar ao longo da rodovia (no Amapá era feita a travessia de balsas). Com a inauguração da ponte, o trafego de veículos e pessoas em direção à Cidade Nova cresceu consideravelmente.
Em 1973 foi iniciada a construção do conjunto Jarbas Passarinho, depois chamado de Vila Transamazônica, em função de estar localizado às margens da rodovia do mesmo nome. A Vila Transamazônica acabou sendo popularizada sob o nome de "conjunto Cidade Nova", pois era desta forma que os técnicos da COHAB a denominavam. Aos poucos o nome "Cidade Nova" foi sendo utilizado para denominar toda a área urbana que se localizava na margem esquerda do rio Itacaiúnas.
Em 1974 começaram as construções da sede do Instituto Nacional de Colonização e Reforma Agrária (INCRA) e das residências do funcionalismo público federal. A área do INCRA recebeu a denominação de "Agrópolis INCRA" e atualmente tem a função de bairro administrativo do município, sediando diversos órgãos federais, estaduais e municipais. Paralelamente, a prefeitura de Marabá montou um posto avançado e organizou a ocupação dos bairros Parque das Laranjeiras, Belo Horizonte e parte do Novo Horizonte.
Em 1977 é iniciada a povoação que daria origem ao atual bairro Vila São José, junto à barreira militar do Km 08 da rodovia Transamazônica. A povoação permaneceu com características rurais até meados da década de 2000, quando o crescimento natural do núcleo da Cidade Nova acabou por absorvê-la, tornando-se bairro.

### Terceira onda de povoamento
Durante a década de 1980 a população começou a ocupar áreas mais distantes da rodovia, sem muita gestão do Estado, constituindo os bairros periféricos do núcleo. O destaque neste processo foi a construção dos atuais bairros da Liberdade, Independência, Novo Planalto, Bom Planalto, Jardim Vitória e da parte sul do bairro Belo Horizonte. O bairro da Liberdade, inclusive, surge de um contexto de luta da abertura política e das Diretas Já, mostrando um forte grau de organização comunitária contra o autoritarismo da ditadura militar brasileira, que predominou nas áreas planejadas do núcleo.
Na década de 1990 ocorreu a consolidação de bairros superpovoados como a Liberdade, Independência e Novo Planalto, com uma precária regularização fundiária. Neste período os primeiros serviços urbanos básicos chegam às referidas áreas periféricas.
Nos fins da década de 1990 e início da década de 2000 iniciam-se as ocupações do bairro São João (popularmente conhecido como Km 02), do Jardim União, do Tancredo Neves e do Jardim Bela Vista. Todos estes bairros (a exceção do Tancredo Neves) nasceram como ocupações irregulares, muito devido à forte especulação imobiliária que há em todo o núcleo da Cidade Nova.

### Quarta onda de povoamento
O crescimento da especulação imobiliária em toda a cidade de Marabá, a partir de meados da década de 2000, fez com que áreas relativamente "bem localizadas" dentro da área urbana fossem ocupadas irregularmente. Este foi o caso das ocupações do Bairro da Paz, Filadélfia, Vale do Itacaiúnas e São Miguel da Conquista. Uma característica marcante das ocupações é a vulnerabilidade às cheias dos rios, bem como baixa declividade, que faz com que ocorra alagamentos diante de altas precipitações pluviométricas. Houve empenho governamental para regularizar a situação dos ocupantes, inclusive fornecendo títulos, como forma de assegurar moradia aos que se fixaram.
Desde 2008 surgiram novas áreas de expansão no núcleo, todas como loteamentos residências regulares. Localizam-se nas áreas proximidades do aeroporto e às margens da rodovia Transamazônica, sentido Itupiranga.

## Grade urbana

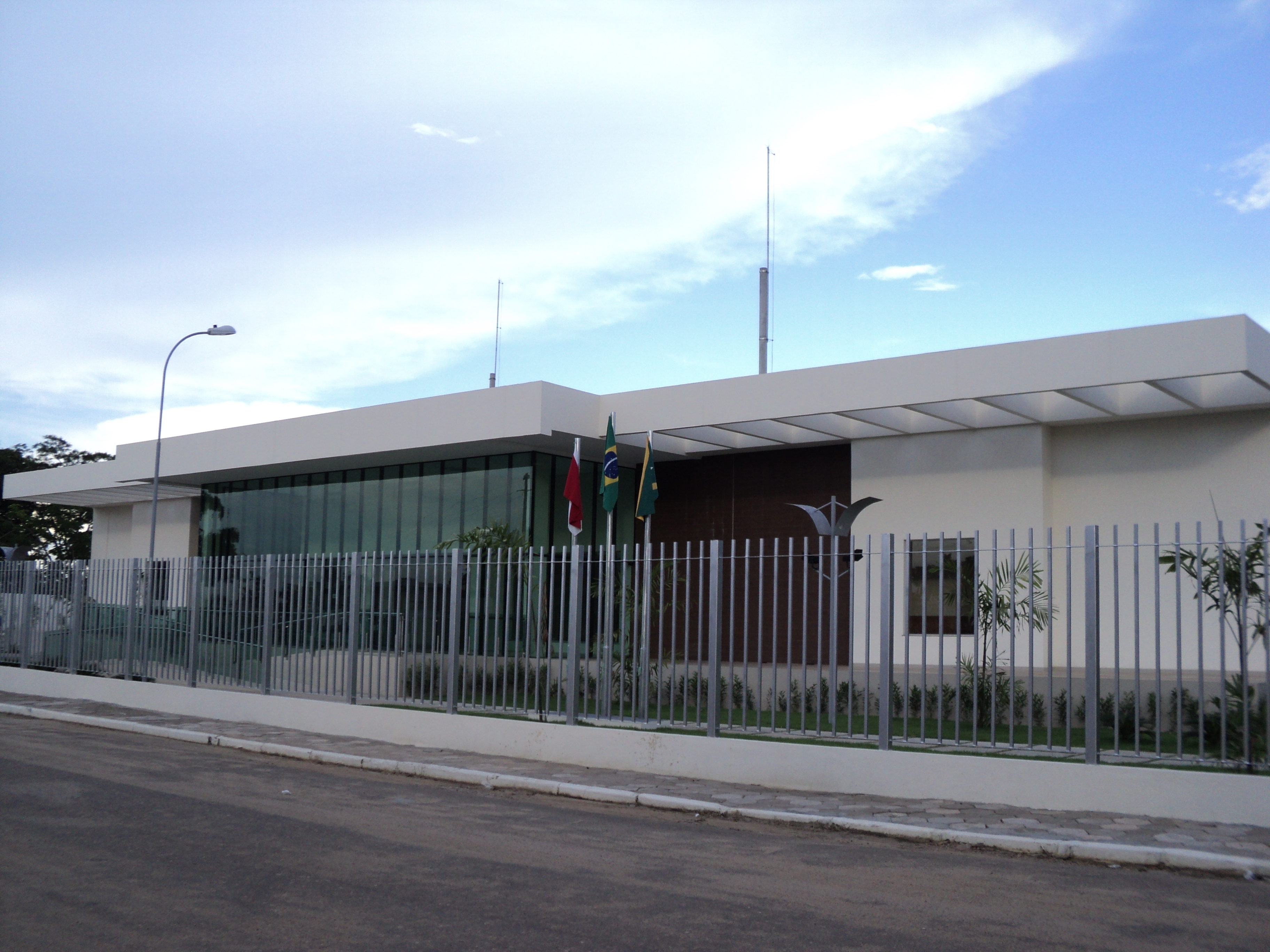
Fórum da Subseção Judiciária de Marabá, localizado no bairro do Agrópolis INCRA, em 2011.

Mesmo tendo uma ocupação espontânea, a Cidade Nova apresenta uma organização urbana razoável, fato que não é observado no núcleo da Velha Marabá. Após a consolidação da área da Cidade Nova (juntamente com a Nova Marabá), observa-se uma clara regressão da Velha Marabá, que deixou de ser o centro demográfico, político e econômico do município.
A consolidação da ocupação da Cidade Nova deu-se por diversos fatores, mas principalmente devido à sua topografia, que se distingue da Velha Marabá pela não vulnerabilidade às enchentes anuais e pelo parcelamento em quadrícula.
O plano diretor revisado de 2018 estabeleceu uma divisão clara entre suas áreas, sendo classificadas em quatro tipos:
1. área consolidada;
2. área em consolidação;
3. área de recuperação e qualificação;
4. área de expansão.

### Área consolidada: centralidade
A área consolidada da Cidade Nova corresponde aos bairros Cidade Nova (homônimo), Agrópolis INCRA, Novo Horizonte, Jardim Alvorada, Liberdade e Laranjeiras, caracterizados pelo predomínio dos usos de comércio, serviços e institucional. A formação do centro comercial da Cidade Nova deveu-se em grande medida à fixação do INCRA, na década de 1970.
Observa-se a formação de duas centralidades bem definidas nesta área, sendo: a primeira ao redor da Praça São Francisco, irradiando-se até a altura do Aeroporto João correa da Rocha, a Ponte do Itacaiúnas e a Feira das Laranjeiras, e; a segunda a partir da altura da antiga Escola Luterana, seguindo pela avenida Antônio Vilhena até a Avenida Paraíso, donde irradia-se à Praça José de Fátima Miranda Magalhães (Praça da Liberdade) e à Escola Darçy Ribeiro (já na Avenida Boa Esperança).
Nesta área do núcleo concentram-se alguns dos bairros de maior renda de todo o município de Marabá.

### Área em consolidação: zona mista residencial e comercial
A área em consolidação da Cidade Nova corresponde aos bairros Amapá, Independência (parte mais alta e afastada das várzeas do Itacaiúnas), Quindangues (bairro do Aeroporto), Belo Horizonte (parte mais alta e afastada das várzeas do Itacaiúnas), Bom Planalto, Novo Planalto e Bairro da Paz. Caracteriza-se pelo uso predominantemente residencial, ocupação e arruamento claramente definidos, e provisão parcial de infraestrutura.

### Área de recuperação e qualificação: periferias
A área periférica da Cidade Nova corresponde aos demais bairros do núcleo, aglomerados nas bordas das áreas consolidadas e em consolidação, caracterizadas como território em processo de recuperação e qualificação. Há uma relativa divisão entre essas áreas, com as mais antigas dispondo de alguns serviços básicos, como é o caso da Independência (parte mais baixa, próxima das várzeas do Itacaiúnas), Jardim União, Belo Horizonte (parte mais baixa, próxima das várzeas do Itacaiúnas), Vale do Itacaiúnas, Jardim Vitória, Tancredo Neves (ou Jardim Nova Jerusalém), São Miguel da Conquista, São João (popularmente conhecido como Km 02) e Vila São José, e; as áreas recentemente povoadas ainda muito carentes de recursos, como é o caso dos bairros Filadélfia, Jardim Bela Vista, Fronteira, Newton Miranda (ou Infraero), Cidade de Deus (ou Sororó) e os bairros Carajás (bairros I e II).

### Área de expansão: subúrbios planejados
Por fim, no núcleo Cidade Nova há as áreas de expansão ordenada (loteamentos/condomínios) que circundam praticamente todo o perímetro. Foram oficialmente anexadas a partir do plano diretor de 2006, reforçado em 2018.
Constam nesta categoria os empreendimento particulares (loteamentos e bairros residenciais) Castanheira (I e II) e Jardim Imperial e o condomínio fechado Mirante.